# Persoonia dillwynioides
Persoonia dillwynioides är en tvåhjärtbladig växtart som beskrevs av Meissn.. Persoonia dillwynioides ingår i släktet Persoonia och familjen Proteaceae. Inga underarter finns listade i Catalogue of Life.